# Brightside
Brightside (estilizado en mayúsculas) es el cuarto álbum de estudio de la banda estadounidense de folk rock The Lumineers. Fue publicado el 14 de enero de 2022 a través de Dualtone y Decca Records. El álbum fue precedido el lanzamiento de tres sencillos: la canción del mismo nombre, «Big Shot» y «A.M. Radio».

## Promoción
El álbum fue originalmente anunciado el 20 de septiembre de 2021 con la canción del mismo nombre siendo publicada como el sencillo principal del álbum. Un videoclip fue publicado 9 días después en el canal de YouTube de la banda.

## Grabación
Simone Felice, el productor de dos álbumes anteriores de la banda (Cleopatra y III), regresó para producir el álbum junto con David Baron, el cual también sirvió como mezclador e ingeniero de audio. El álbum fue grabado en dos sesiones que tuvieron lugar a principios de 2021 en los estudios Sun Mountain en Boiceville, Nueva York. El sencillo principal, «Brightside» fue grabada en un solo día.
El vocalista Wesley Schultz y el baterista Jeremiah Fraites interpretaron la mayor parte de la instrumentación ellos mismos, con Baron proporcionando teclados y coros. Otras contribuciones provinieron de James Felice, miembro de The Felice Brothers, la cantante Diana DeMuth, los miembros de gira Byron Isaacs y Lauren Jacobson, y la corista Cindy Mizelle.

## Recepción de la crítica
El álbum recibió críticas generalmente positivas. En Metacritic, Brightside obtuvo un puntaje promedio de 72 sobre 100, basado en 4 críticas, lo cual indica “críticas generalmente favorable”.

## Lista de canciones
Todas las canciones escritas y compuestas por Wesley Schultz y Jeremiah Fraites. 
| Lista de canciones de Brightside |                     |          |  |
| N.º                              | Título              | Duración |  |
| 1.                               | «Brightside»        | 3:49     |  |
| 2.                               | «A.M. Radio»        | 3:57     |  |
| 3.                               | «Where We Are»      | 2:52     |  |
| 4.                               | «Birthday»          | 4:14     |  |
| 5.                               | «Big Shot»          | 3:01     |  |
| 6.                               | «Never Really Mine» | 3:01     |  |
| 7.                               | «Rollercoaster»     | 3:48     |  |
| 8.                               | «Remington»         | 1:52     |  |
| 9.                               | «Reprise»           | 3:28     |  |

## Créditos
Créditos adaptados desde las notas del álbum.
The Lumineers
- Wesley Schultz – voz principal, guitarra eléctrica y acústica
- Jeremiah Fraites – piano, batería, Firewood, piano Rhodes, guitarra eléctrica, pandereta, bajo eléctrico, glockenspiel

Músicos adicionales
- Simone Felice – coros, pandereta, palmadas, maracas
- David Baron – sintetizador, piano Rhodes, órgano Hammond, Minimoog, Mellotron
- Lauren Jacobson – violín, coros
- Byron Isaacs – bajo eléctrico, coros
- Diana DeMuth – coros
- James Felice – coros
- Cindy Mizelle – coros
- Alex Waterman – violonchelo
- Palenville Firehouse – siren

Personal técnico
- Simone Felice – productor
- David Baron – productor, mezclas, ingeniero de audio
- Andrew Mendelson – masterización
- Taylor Chadwick – ingeniero asistente
- Andrew Darby – ingeniero asistente
- Bobbi Giel – ingeniero asistente
- Luke Armentrout – ingeniero asistente

Diseño de portada
- Nicholas Sutton Bell – director creativo, fotografía

## Posicionamiento
| Gráficas (2022)                                   | Pico de posición |
| ------------------------------------------------- | ---------------- |
| Australia (ARIA)                                  | 94               |
| Austria (Ö3 Austria)                              | 21               |
| Bélgica (Flandes) (Ultratop 200 Albums)           | 32               |
| Bélgica (Valonia) (Ultratop 200 Albums)           | 45               |
| Canadá (Billboard Canadian Albums)                | 5                |
| Francia (SNEP)                                    | 128              |
| Alemania (Offizielle Top 100)                     | 30               |
| Irlanda (IRMA)                                    | 54               |
| Escocia (Scottish Albums Chart)                   | 8                |
| España (PROMUSICAE)                               | 69               |
| Suiza (Schweizer Hitparade)                       | 17               |
| Reino Unido (UK Albums Chart)                     | 18               |
| Estados Unidos (Billboard 200)                    | 6                |
| Estados Unidos (Billboard Top Alternative Albums) | 1                |
| Estados Unidos (Billboard Top Rock Albums)        | 1                |